# Acaena fissistipula
Acaena fissistipula är en rosväxtart som beskrevs av Friedrich August Georg Bitter. Acaena fissistipula ingår i släktet taggpimpineller, och familjen rosväxter.

## Underarter
Arten delas in i följande underarter:
- A. f. brevibracteata
- A. f. rubristigma